# Diemtigen
Diemtigen est une commune suisse du canton de Berne, située dans l'arrondissement administratif de Frutigen-Bas-Simmental.

## Géographie

Photo aérienne (1967)

Elle marque la fin du Diemtigtal.

## Distinction
La commune obtient le Prix Wakker en 1986.

## Patrimoine
L'église de Diemtigen est ornée de vastes peintures murales (1915-1917) du peintre suisse Paul Zehnder (1884-1973). Cet artiste s'illustra également dans la réalisation de nombreux vitraux dans diverses églises de la Suisse alémanique.
Le village de Diemtigen compte de nombreuses fermes anciennes qui lui confèrent son cachet rural.
- Dans la Bächlenmatte, la maison Kernen avec façade gothique tardif remonte probablement au XVe siècle
- La Grosshaus est une construction mixte avec maçonnerie, poteaux et madriers, datée de 1805. Conforme au mode de construction local, elle reprend toutefois le pignon arrondi typique de l'Unterland.
- La maison Klossner, construite en 1751, porte sur son pignon sud une frise en bois sculpté avec ornements peints.
- À Selbezen, la maison Karlen datée de 1738 porte sur sa façade des figures peintes représentant la victoire de David sur Goliath.